# Сан-Кристобаль-де-ла-Лагуна
Сан-Кристобаль-де-ла-Лагуна (исп. San Cristóbal de La Laguna, или просто La Laguna) — город и муниципалитет в Испании, входит в провинцию Санта-Крус-де-Тенерифе в составе автономного сообщества Канарские острова.
Считается культурной столицей Канарских островов. Слился с ближайшим городом Санта-Крус.

## География
Город находится на острове Тенерифе. Занимает площадь 102,06 км². Население 152 222 человека (на 2010 год). Бывшая столица Канар. Город располагается в непосредственной близости от Санта-Крус-де-Тенерифе, соединён с ним трамвайной линией.

## История
Город основан в 1496 году на месте поселений гуанчей — Тегесте (Tegueste). Место в глубине острова было выбрано не случайно — попытка защитить город от нападения пиратов, регулярно грабивших прибрежные города.
Город окончательно сформировался в XVI веке. В основе его строительства лежали принципы эпохи ренессанс, основанные на математических формулах и применении в строительстве улиц навигационного оборудования. Город имел решетчатое строение — прямые улицы пересекаясь образовали кварталы. Город Ла Лагуна стал первым городом, не являющимся крепостью, принципы его строительства применялись испанцами при строительстве городов в Северной Америке.
Город является центром епархии Тенерифе, кафедральным собором которой является Собор Сан-Кристобаль-де-ла-Лагуна. В городе также находятся известные церкви Непорочного Зачатия Пресвятой Девы Марии и Королевский Храм Христа-ла-Лагуна. Первый женский монастырь города — Монастырь Святой Клары Ассизской. В монастыре Святой Екатерины Сиенской находятся нетленные мощи Мария де Леон Белло-и-Дельгадо.
С 1999 года город включен в список объектов всемирного наследия ЮНЕСКО.

## Образование
В городе располагается крупный Университет Ла-Лагуна.

## Население
| Год  | Численность | Численность   |
| ---- | ----------- | ------------- |
| 2001 | 133 340     | [ 3 ]         |
| 2002 | 135 004     | [ 4 ]         |
| 2004 | 137 314     | [ 5 ]         |
| 2005 | 141 627     | [ 6 ]         |
| 2006 | 142 161     | [ 7 ]         |
| 2007 | 144 347     | [ 8 ]         |
| 2008 | 148 375     | [ 9 ]         |
| 2009 | 150 661     | [ 10 ]        |
| 2010 | 152 222     | [ 11 ]        |
| 2011 | 153 187     | [ 12 ]        |
| 2012 | 153 224     | [ 13 ]        |
| 2013 | 151 718     | [ 14 ]        |
| 2014 | 153 009     | [ 15 ]        |
| 2015 | 152 843     | [ 16 ]        |
| 2016 | 153 111     | [ 17 ]        |
| 2017 | 153 655     | [ 18 ]        |
| 2018 | 155 549     | [ 19 ] [ 20 ] |
| 2019 | 157 503     | [ 21 ]        |
| 2020 | 158 911     | [ 22 ]        |
| 2021 | 158 010     | [ 23 ]        |
| 2022 | 157 815     | [ 24 ]        |
| 2023 | 159 034     | [ 25 ]        |
| 2024 | 160 258     | [ 2 ]         |

## Фото города

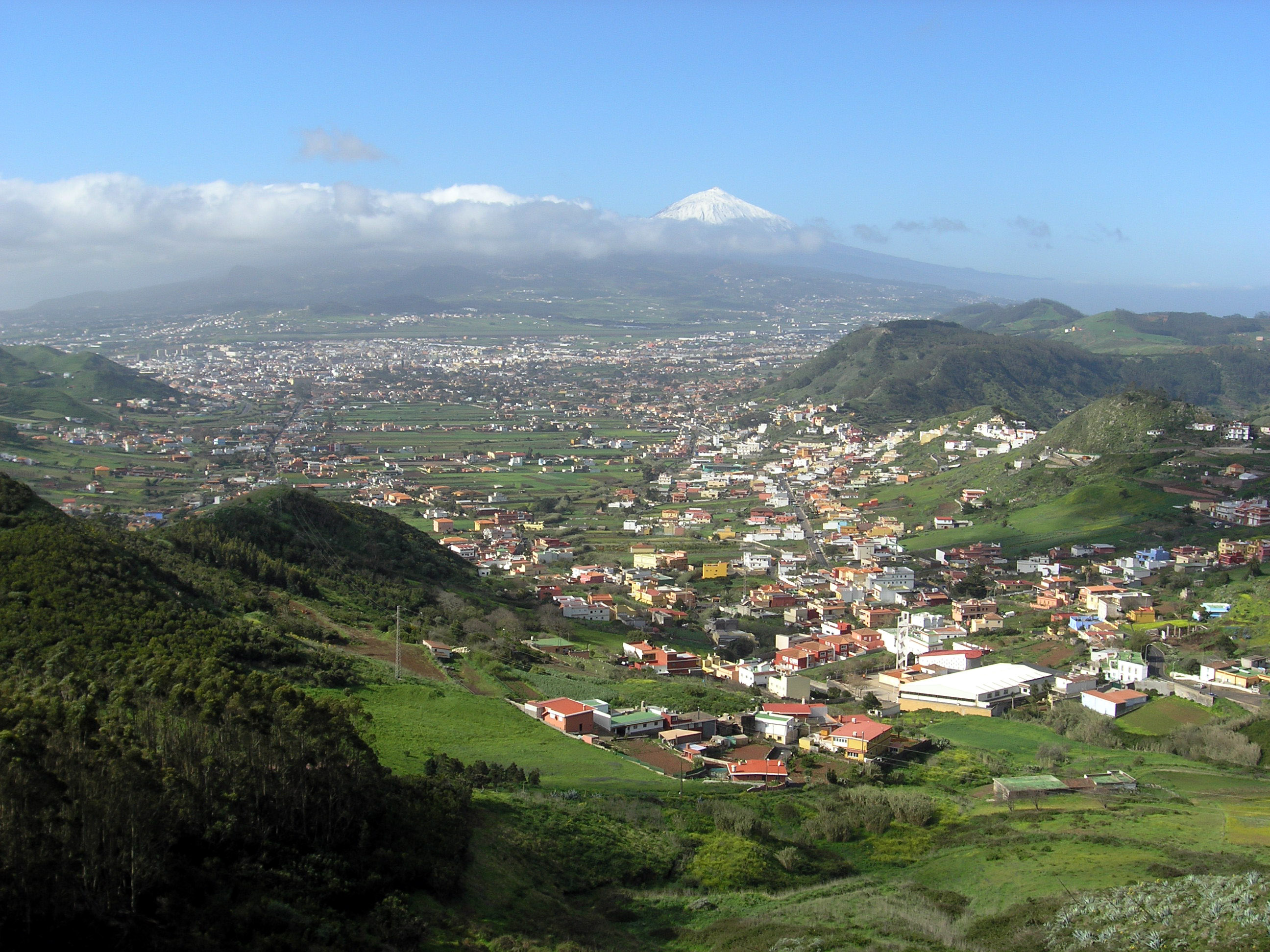
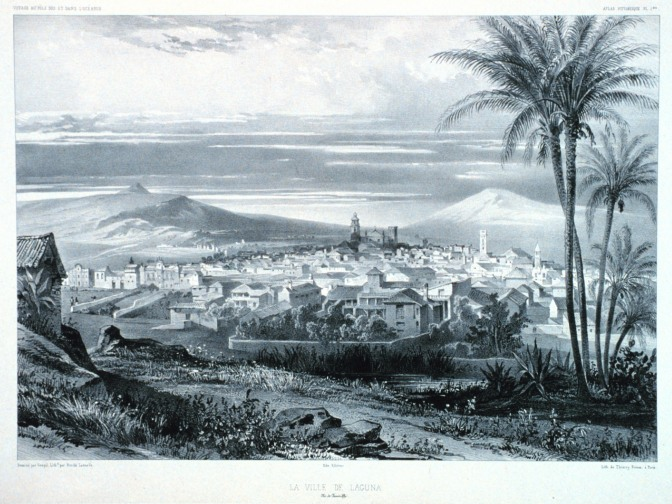
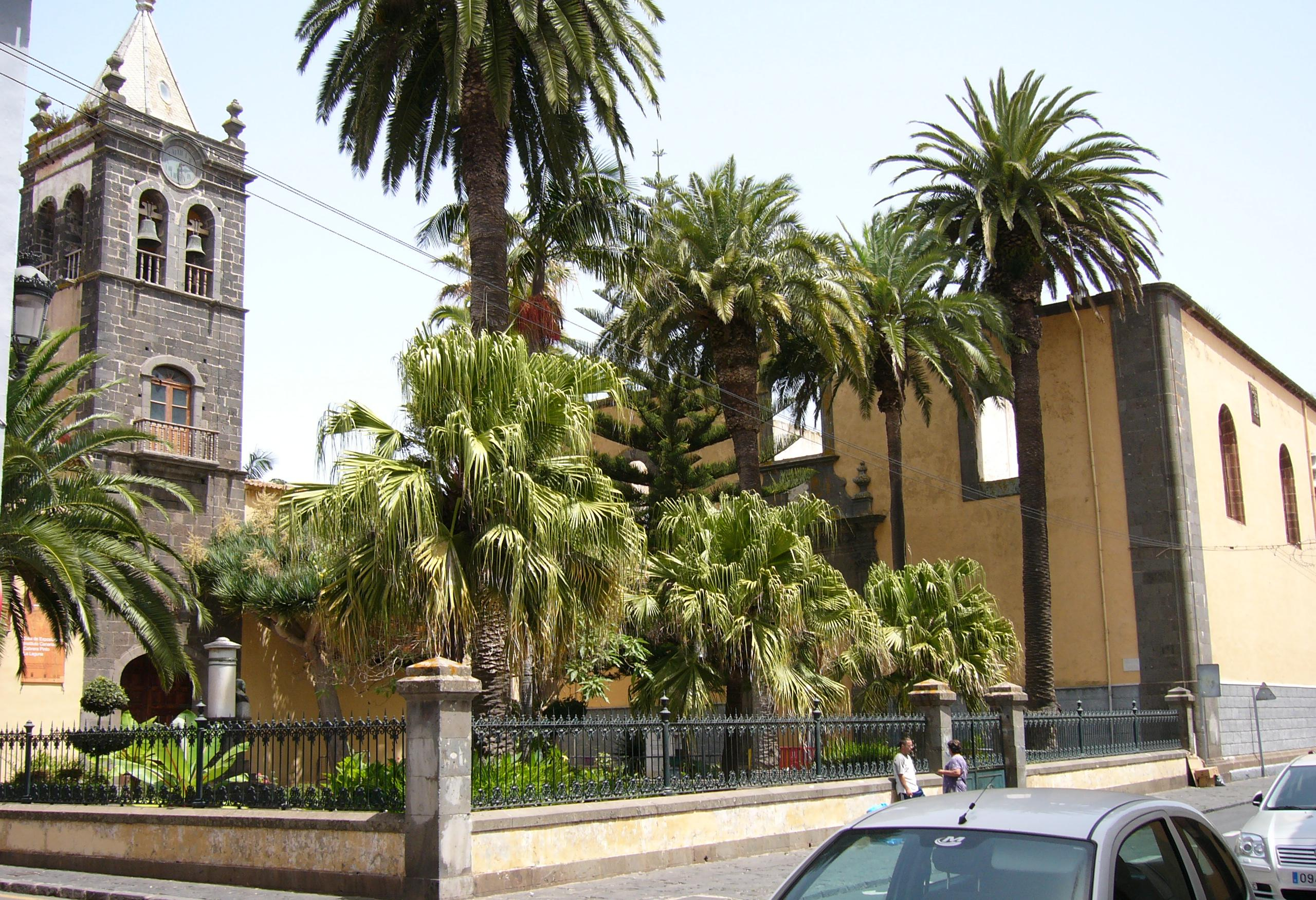
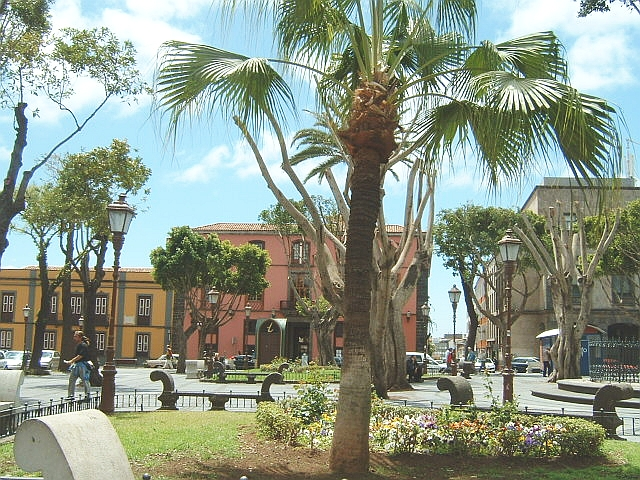
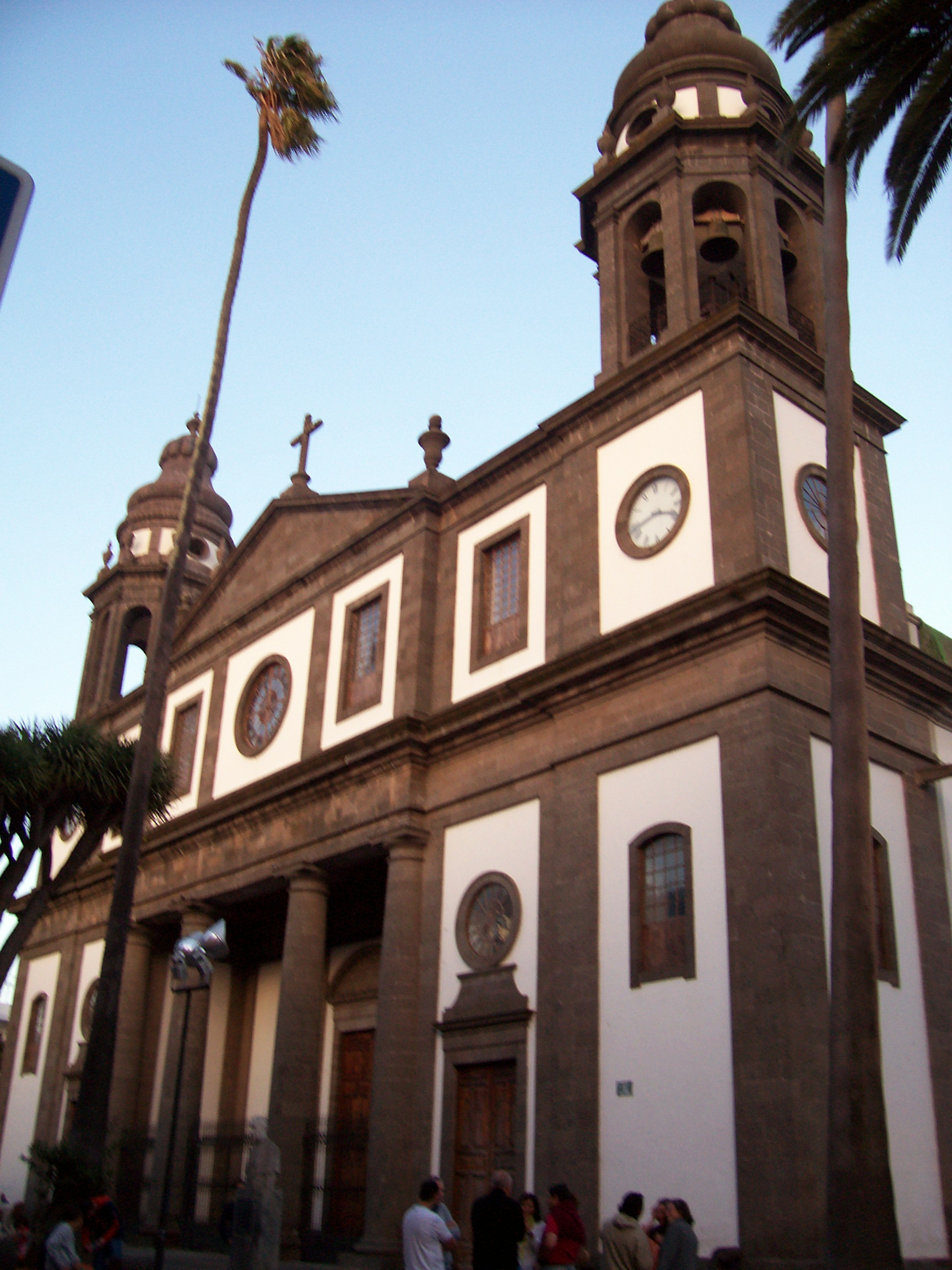
Собор Сан-Кристобаль-де-ла-Лагуны
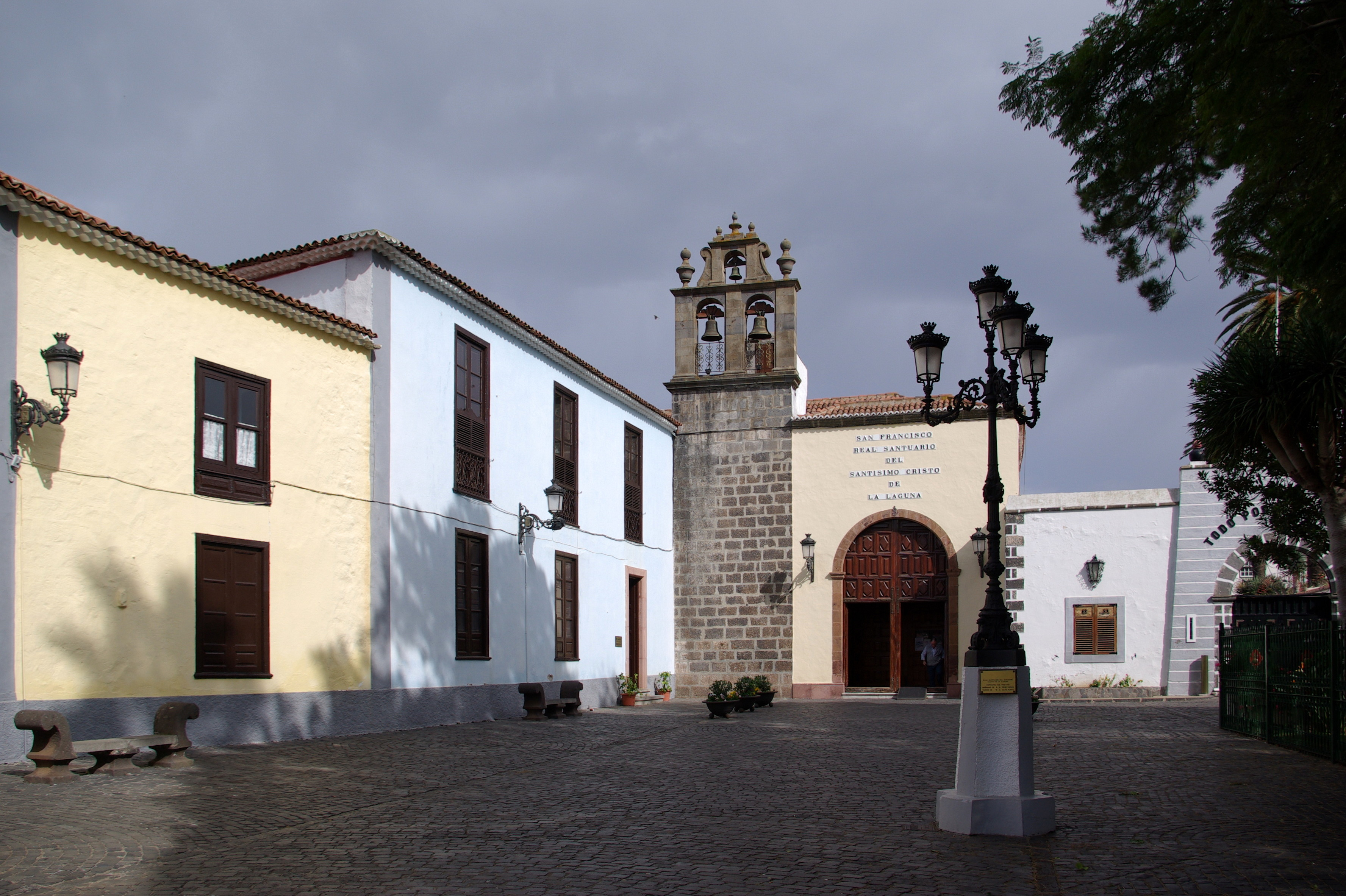
Королевский Храм Кристо-де-Ла-Лагуна
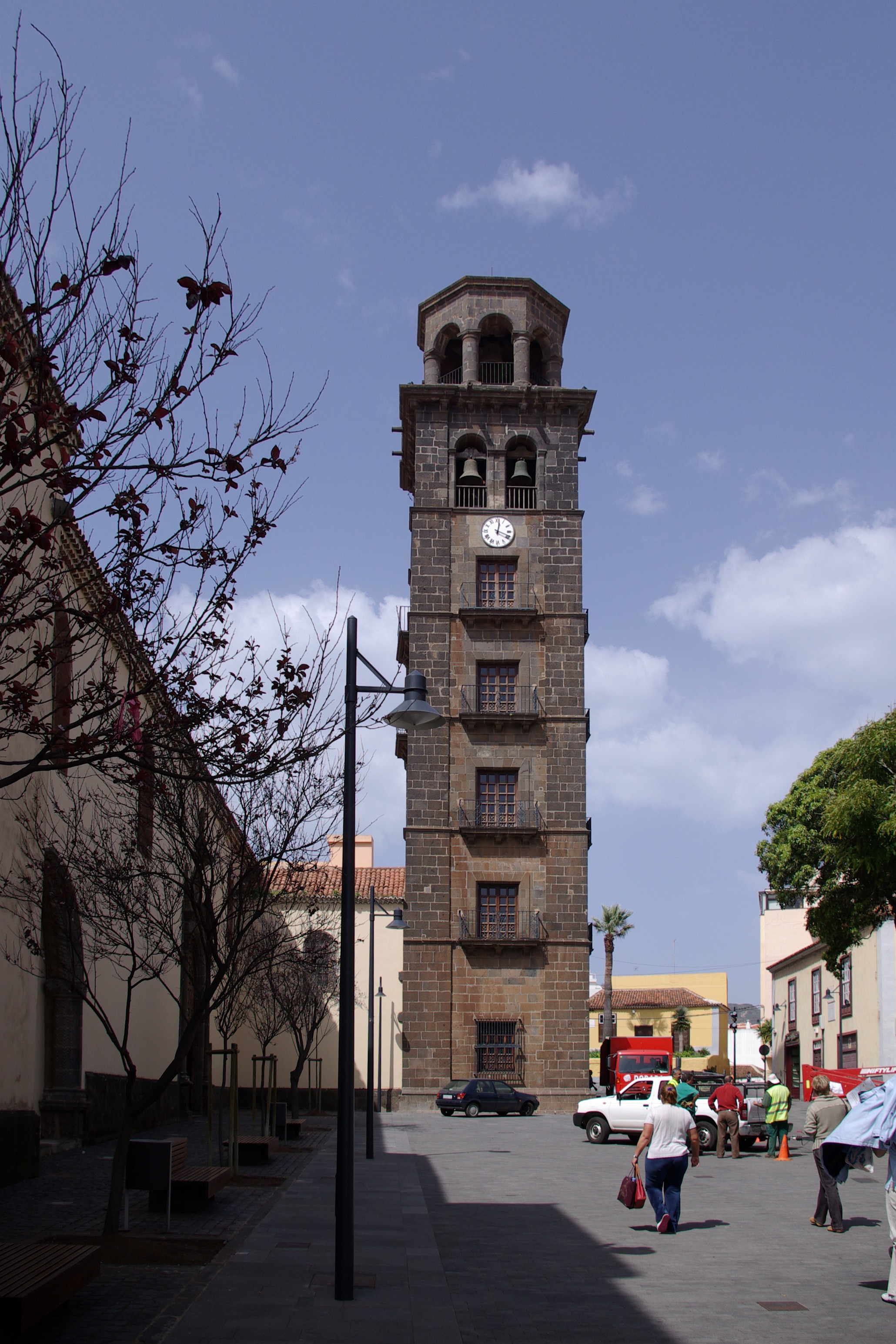
Церковь Непорочного Зачатия Пресвятой Девы Марии